# Johannes Unæus
Johannes Unæus, född 11 november 1667 i Svegs församling, död 14 juni 1735 i Luleå landsförsamling, var en svensk präst.

## Biografi
Johannes Unæus föddes 1667 på Motorp i Svegs församling i Härjedalen. Fadern var komministern och sedermera kyrkoherden Olaus Hansson Uneus i Svegs församling och modern hette Anna Johansdotter Schiller. Han skrevs in som student vid Uppsala universitet den 27 oktober 1688 och promoverades till filosofie magister 1694 efter avlagda gradualprov. Han fortsatte sina teologiska studier och förberedde sig för en lektorstjänst med en avhandling i teologi. Den 13 september 1695 prästvigdes han i Härnösand till adjunkt hos kyrkoherden Hans Drake i Ovikens församling, vars dotter han senare gifte sig med. Under sju års tid tjänstgjorde han som vice pastor i Oviken innan han den 19 maj 1702 förordnades till primarie teologie lektor vid Härnösands gymnasium. Åren 1705–1706 tjänstgjorde han dessutom som rektor för skolan.
Den 1 maj 1706 tillträdde han som kyrkoherde i Luleå stadsförsamling och Luleå landsförsamling, en tjänst han fått kunglig fullmakt för redan den 2 maj 1705. Under sina 29 år i tjänst gjorde han sig känd för stor nit och duglighet. År 1714 tilldelades han även uppdraget som kontraktsprost över Luleå kontrakt. Han avled stilla efter långvarig sjukdom 1735 och begravdes i kyrkans kor den 4 december samma år. Likpredikan hölls av Carl Solander, rektor vid Piteå skola, över Andra Timotheosbrevet 1:12.
Under hans tid som kyrkoherde omgöts den stora kyrkklockan i Luleå år 1726.

### Familj
Unæus gifte sig år 1695 i Ovikens prästgård med Anna Hansdotter Drake (1670–1745), dotter till kyrkoherden Hans Drake i Ovikens församling. De fick tillsammans barnen krigskommissarien och borgmästaren Olof Unæus (död 1760) i Luleå, Hans Unæus (1700–1702), notarien Johan Unæus (död 1742) i Luleå, Elsa Margareta Unæus, som gifte sig med befallningsman Jonas Burström i Tibble, Anna Catharina Unæus (född 1704), som var gift med vice landshövdingen och översten Erland Lagerbohm, Christina Unæus (1706–1707), Andreas Unæus (1707–1707) och kyrkoherden Zacharias Unæus (1709–1766) i Råneå församling.